# National Zoological Garden of South Africa
Koordinaten: 25° 44′ 18″ S, 28° 11′ 21″ O

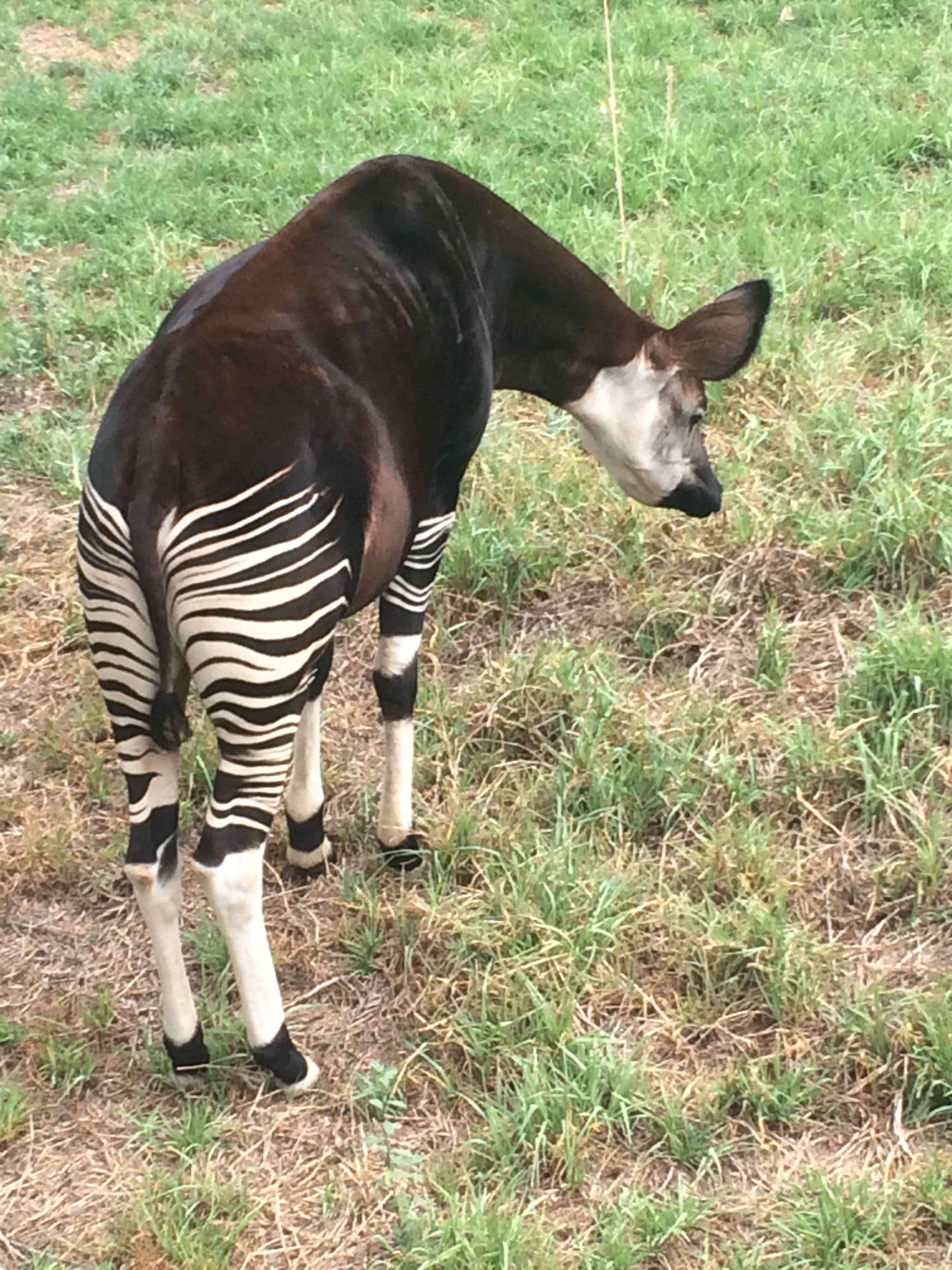
Okapi (Okapia johnstoni) im National Zoological Garden of South Africa

Der National Zoological Garden of South Africa, auch Pretoria Zoo oder National Zoological Garden, Pretoria genannt, ist der Zoo von Pretoria in Südafrika, der sich  auf einer Fläche von 80 Hektar ausdehnt und von durchschnittlich 600.000 Personen pro Jahr besucht wird. Er zählt zu den zehn bedeutendsten Zoos weltweit (Stand 2020) und ist Mitglied in der World Association of Zoos and Aquariums (WAZA).

## Geschichte
Die Farm Klein Schoemansdal, die sich im Besitz von Stephanus Schoemansdal, dem zweiten Präsidenten der Südafrikanischen Republik befand, wurde an Johannes Francois Celliers veräußert, der die Farm Rus in Urbe (Land in der Stadt) nannte. Als Zoo wurde das Gelände im Jahr 1899 von Jan Willem Boudewyn Gunning, einem niederländischen Agrarwissenschaftler und Ornithologen eröffnet und erhielt 1916 den Status National Zoological Gardens. Mit der Gründung des South African National Biodiversity Institute (SANBI) am 1. September 2004 ging der Zoo in die Verantwortung dieser Organisation über.
Der Zoo erhielt 2023 den PAAZA Conservation Award für das Züchten der vom Aussterben bedrohten Spaltenschildkröte.
Die Tierorganisation Ban Animal Trade kritisierte 2024 Renovierungsarbeiten am Zoo. Die Geräusche und Störungen, die dadurch seit zwei Jahren entstünden, würden eine Belastung für die Tiere darstellen, vor der sie nicht fliehen könnten. Dadurch verhielten sich die Tiere unnatürlich, was dem Bildungs- und Konversationsauftrag des Zoos entgegenstehe.

## Anlagenkonzept und Tierbestand
Der Zoo enthält relativ flache sowie hügelige Bereiche, die durch den Apies-River voneinander getrennt sind. Zwei Brücken verbinden die beiden Teile. Zum höchsten Punkt führt eine Seilbahn. Die Freianlagen für die Tiere sind großzügig gestaltet. Im Jahr 2021 wurde der folgende Bestand an Arten und Individuen gemeldet.
| Taxon      | Arten | Individuen |
| ---------- | ----- | ---------- |
| Säugetiere | 209   | 3117       |
| Vögel      | 202   | 1358       |
| Fische     | 190   | 3871       |
| Wirbellose | 4     | 388        |
| Reptilien  | 93    | 309        |
| Amphibien  | 7     | 44         |
| Total      | 705   | 9087       |

Die  folgende Bild-Auswahl zeigt einige Anlagen des Zoos:

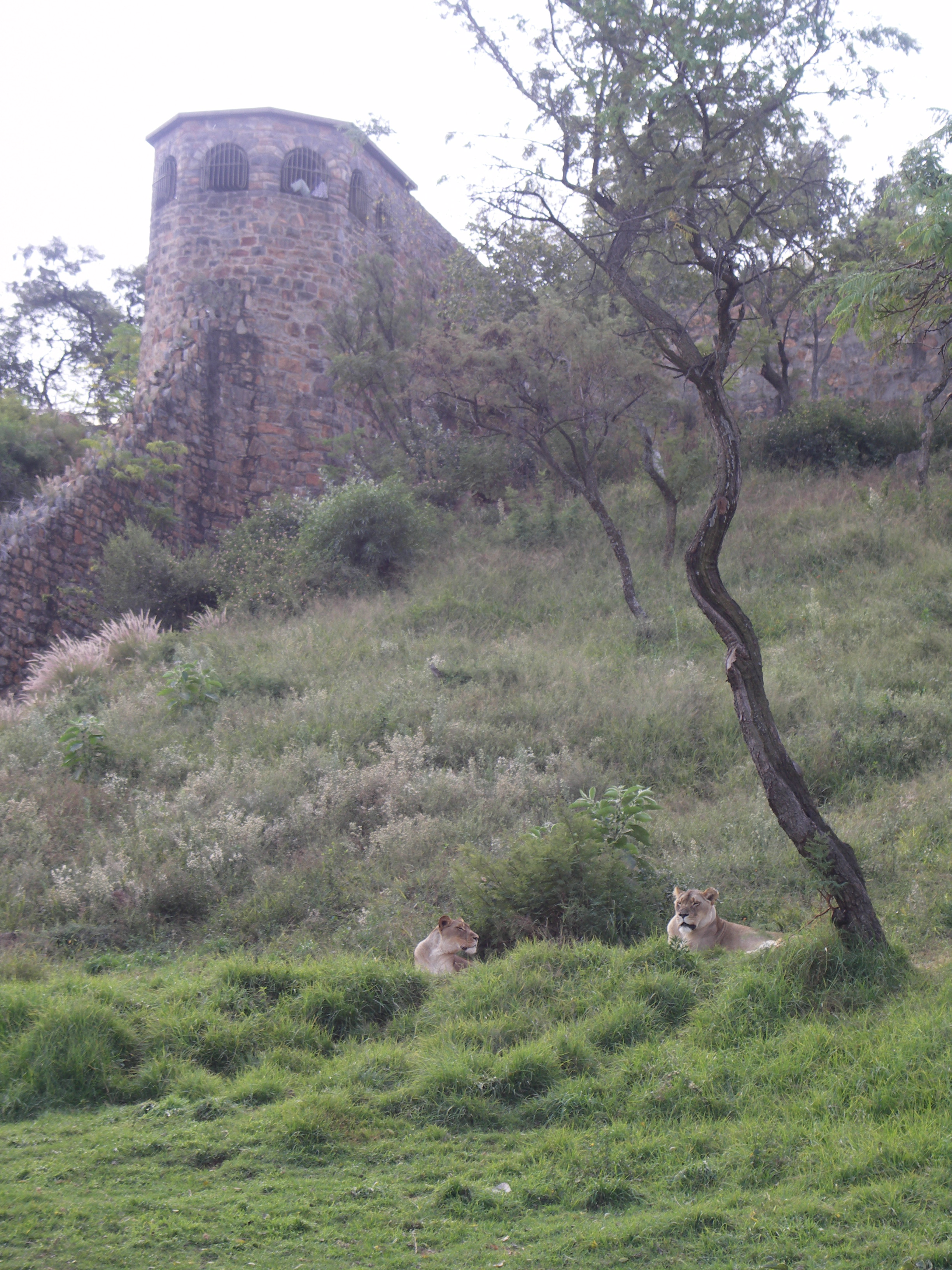
Löwenfreianlage
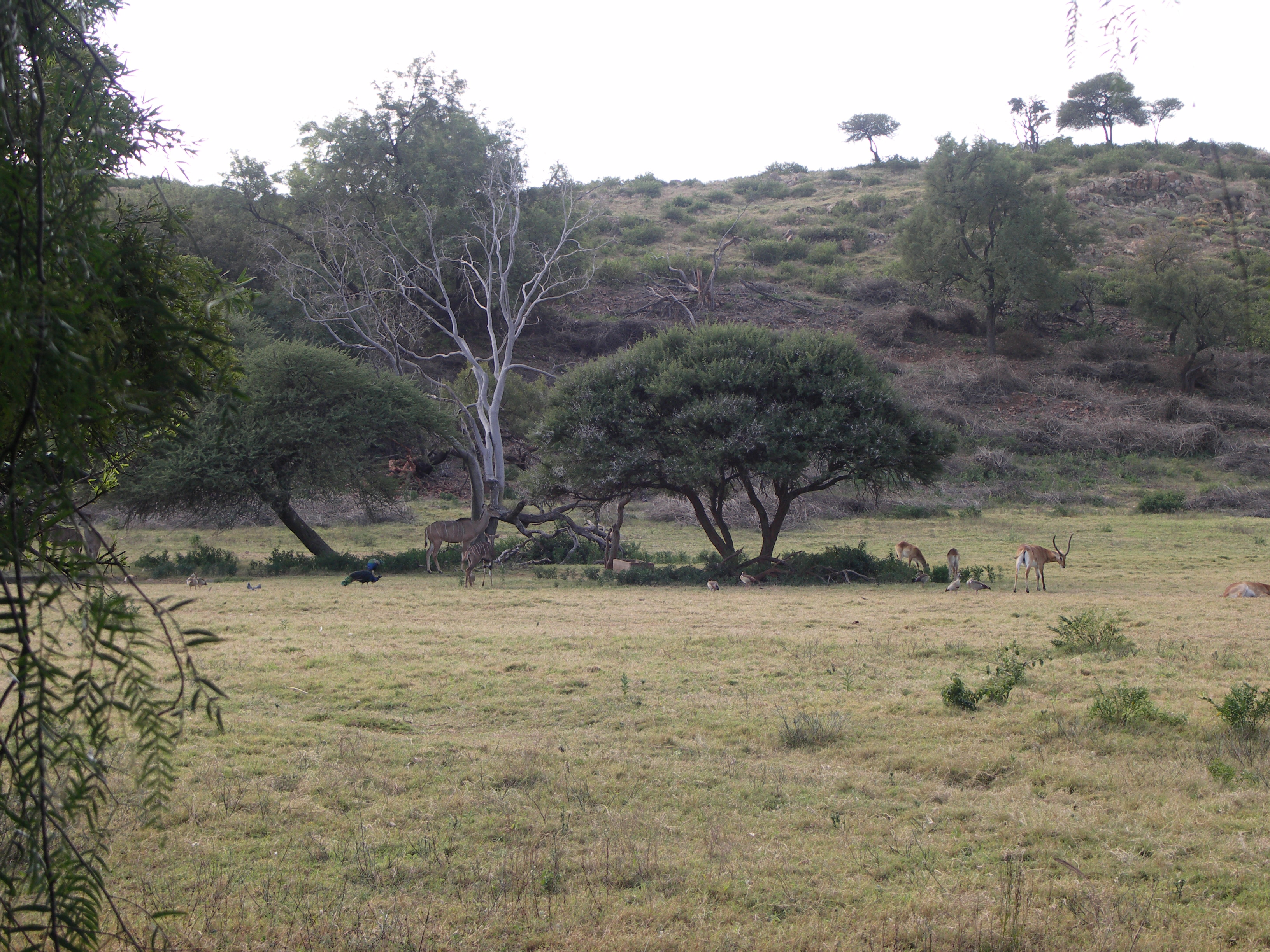
Freianlage für Antilopen und Gazellen
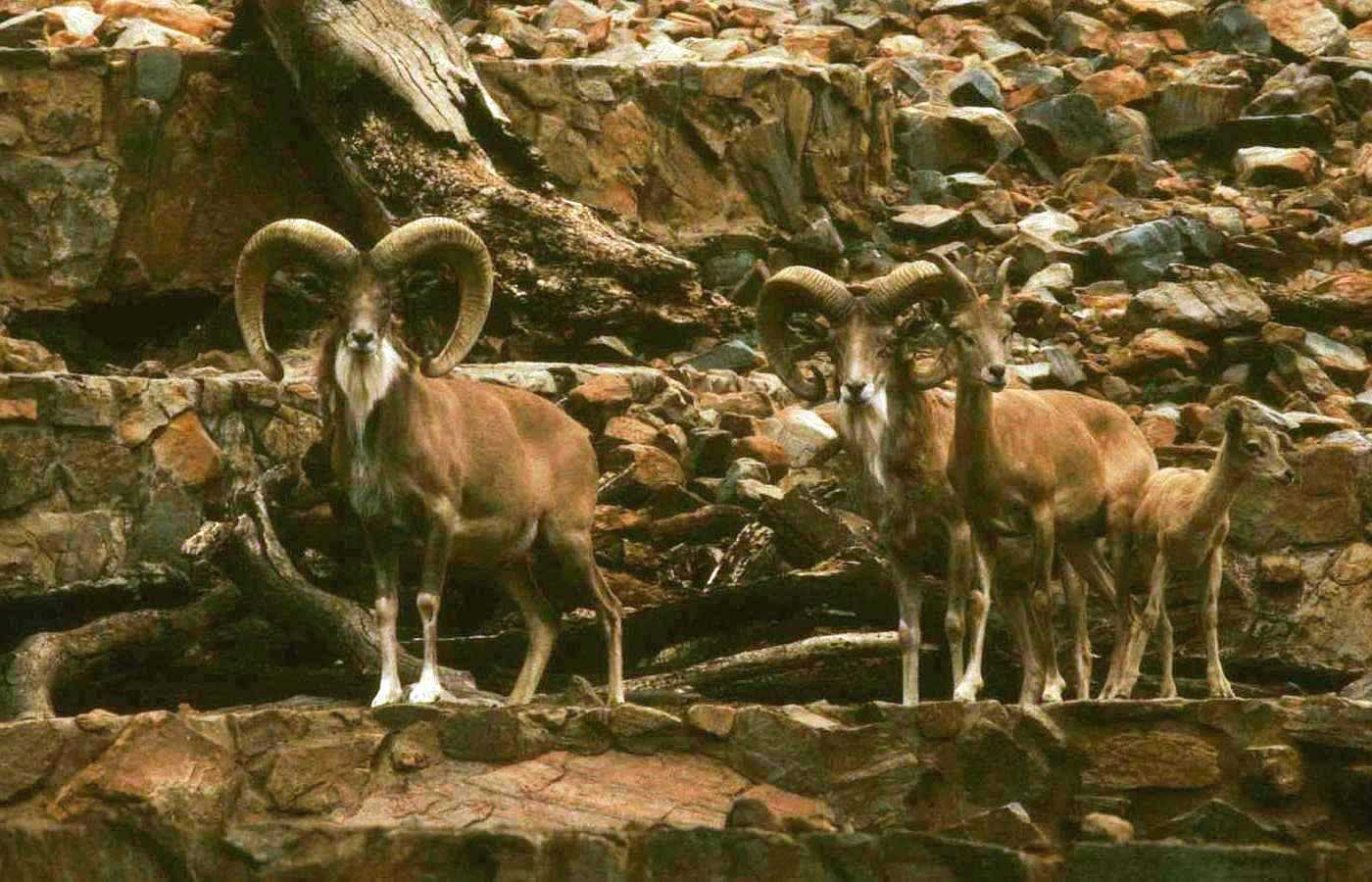
Freianlage für Arkale (Ovis cycloceros arkal)
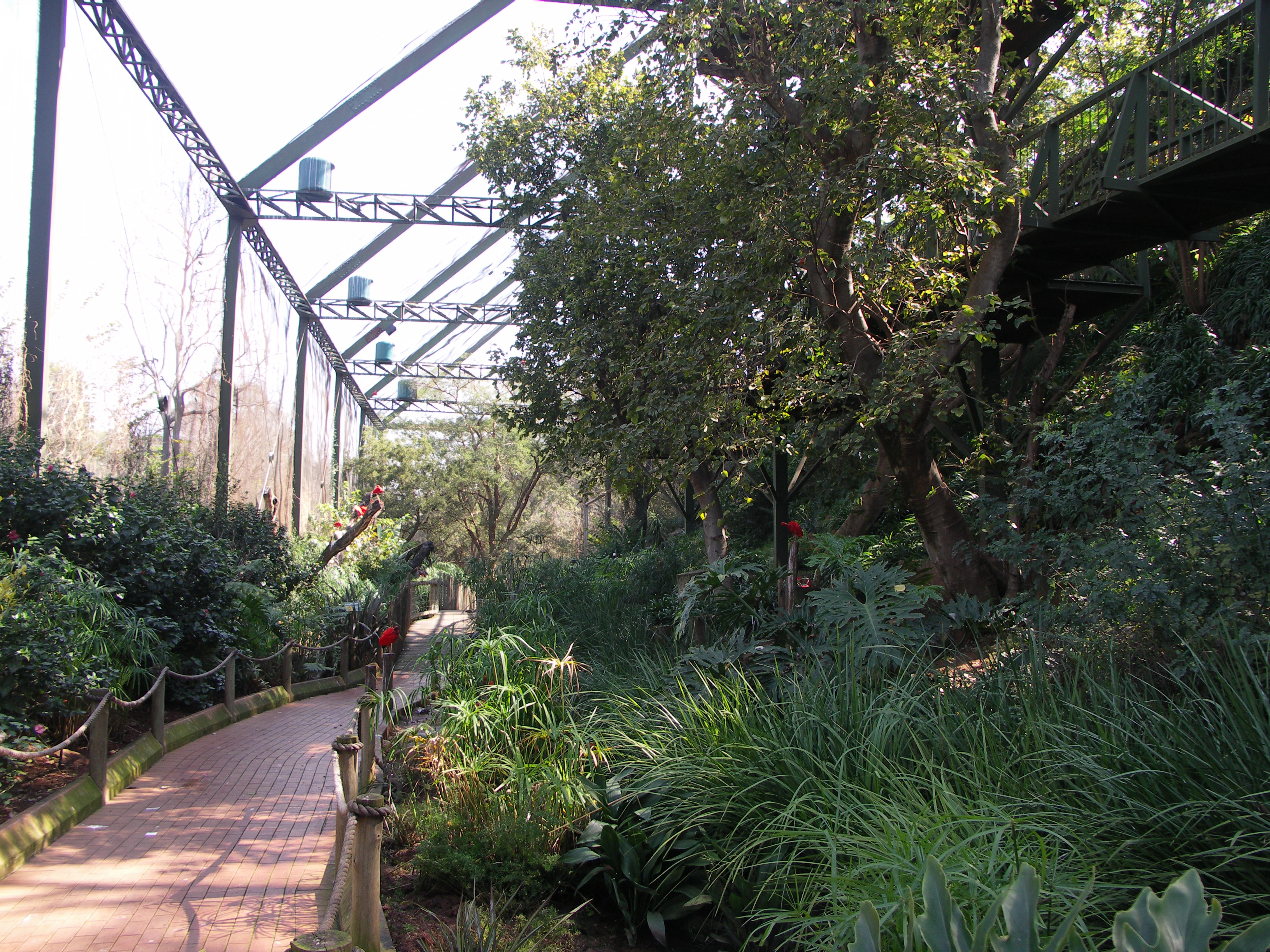
Freiflughalle für Vögel
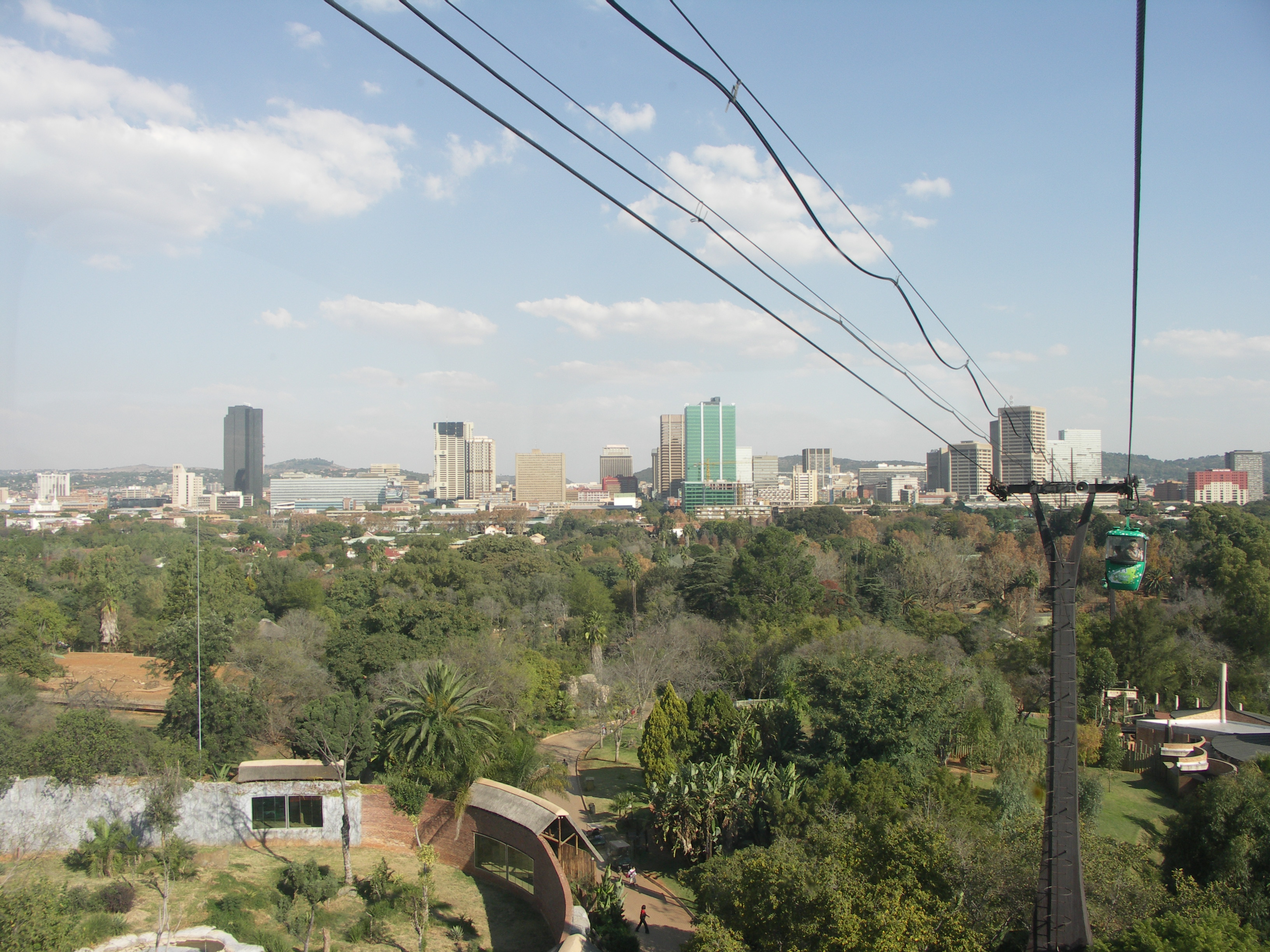
Seilbahn über dem Zoo
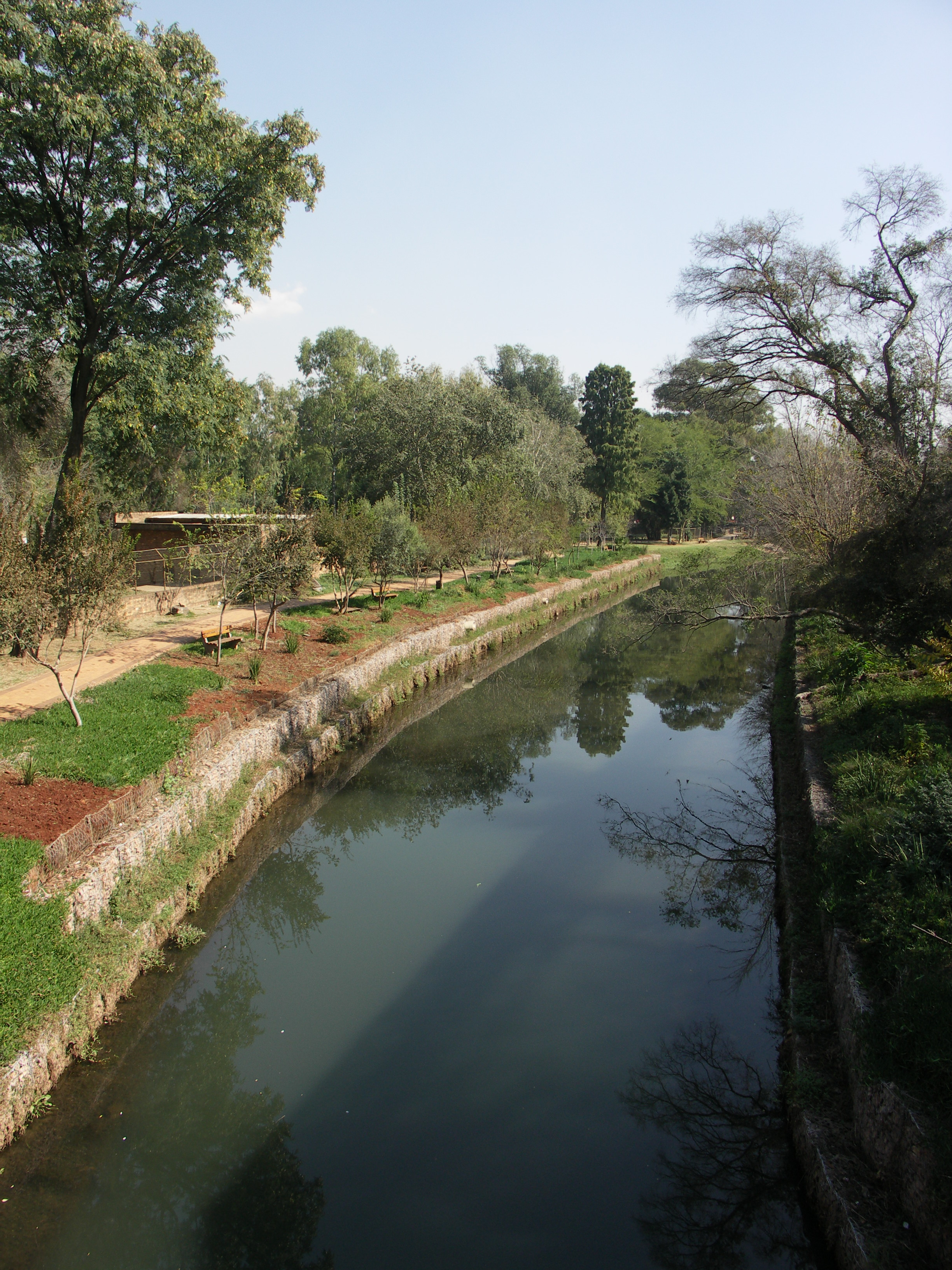
Der Apies-River fließt durch den Zoo